# 경인항
경인항(京仁港)은 경인 아라뱃길에 속한 항구이다. 인천터미널의 항구와 김포터미널의 항구 두개가 있다. 경인해양사무소가 관리한다.

## 같이 보기
관련 항목
- 경인 아라뱃길

관련 도로
- 아라로
- 아라육로